# China (Fußballspieler)
Leonardo Bruno dos Santos Silva, genannt China, (* 14. August 1980) ist ein brasilianischer Fußballspieler. Während der Saison 2005/2006 war er beim deutschen Zweitligisten VfL Bochum unter Vertrag.

## Karriere
China begann seine Karriere 1998 in der Jugendklasse des Vereines Bangu AC und stieg 2000 in die zweite Liga auf. Von 2000 bis 2003 war er beim Verein Bangu AC, mit einer kurzen Unterbrechung 2002, unter Vertrag. 2002 erhielt er für eine Saison einen Vertrag beim Verein SE Palmeiras. Im Anschluss war er bei verschiedenen brasilianischen Vereinen unter Vertrag. Die Bochumer verpflichteten China zu Beginn der Saison 2005/2006 vom brasilianischen Traditionsklub Flamengo Rio de Janeiro als Abwehrspieler. Er wurde jedoch hauptsächlich im rechten Mittelfeld eingesetzt.  Seine 'Schlitzaugen' brachten ihm von einem ehemaligen Trainer seinen Beinamen „China“ ein. China trug in Bochum die Rückennummer 2. Zum Ende der Saison 2005/2006 wurde sein Vertrag nicht verlängert, kehrte er in seine Heimat zurück. 2006 unterzeichnete er einen Vertrag beim Verein Paysandu SC. In der Saison 2008/09 wechselte er zum portugiesischen Verein FC Paços de Ferreira. 2010 kehrte er zu seinen ehemaligen Jugendverein Bangu AC zurück. Nach einer Saison bei zwei Vereinen, ABC Natal und Bonsucesso FC, bekam er zum dritten Mal beim Verein Bangu AC einen Vertrag. Ab 2015 stand er beim Verein Olaria AC unter Vertrag. 2017 beendete er seine Karriere als Spieler.

## Erfolge
- VfL Bochum
  - Deutscher Zweitligameister 2005/06

- ABC
  - Staatsmeisterschaft von Rio Grande do Norte (2011)